# Iro Belluzzi
Iro Belluzzi (* 12. Juli 1964 in Camerino) ist ein Politiker aus San Marino. Von 2012 bis 2016 war er Arbeitsminister von San Marino.

## Biografie
Belluzzi schloss 1989 sein Pharmaziestudium an der Universität Camerino ab. Danach arbeitete er bis 2001 am Institut für Mikrobiologie der Universität. Von 2001 bis 2003 war er als informatore medico scientifico tätig. Seit 1993 war er als Apotheker bei der Apotheke des Staats San Marino und als Apotheker in Faetano beschäftigt. Von Juli 2001 bis Februar 2002 war er persönlicher Referent (Segretario Particolare) des Industrieministers, 2002 bis 2004 Koordinator des Industrie- und des Gesundheitsressorts.
Belluzzi ist verheiratet und Vater einer Tochter.

## Politik
Belluzzi war seit 1994 Mitglied des Partito Socialista Sammarinese (PSS) und seit 2005 in der aus der Fusion von PSS und Partito dei Democratici hervorgegangenen Partito dei Socialisti e dei Democratici. 2006 wurde er erstmals in den Consiglio Grande e Generale, das Parlament San Marinos gewählt. Bei den Wahlen 2008, 2012 und 2016 wurde er wiedergewählt.
Von 2006 bis 2012 war Belluzzi Mitglied des Consiglio dei XII, wurde 2006 Mitglied des Außenausschusses und nach der Wahl 2008 Mitglied des Ausschusses für Inneres und Justiz. Nachdem das Wahlbündnis San Marino Bene comune bei der Wahl von November 2012 die Mehrheit errang, wurde Belluzzi Arbeitsminister (Segretario di Stato Lavoro, Cooperazione economica, Informazione). In der Legislaturperiode ab 2016 ist Belluzzi Mitglied im Finanz- und Gesundheitsausschuss und im Consiglio dei XII.

## Ehrungen
Iro Belluzzi wurde 2014 mit dem Großkreuz des Verdienstordens der Italienischen Republik ausgezeichnet.